# Форт-Бофорт
Форт-Бофорт, африк. Fort Beaufort — город в Восточной Капской провинции ЮАР, у подножия горы Винтерберг и на обоих берегах реки Катривир, Katrivier.

## История
Возник на бывшей Восточной границе бурских поселений.
В 1822 здесь был сооружён блокгауз как поселение для английских войск под командованием подполковника Х. Мориса для обороны долины реки Катривир от воинственных коса. С 1840 г. посёлок получил статус города, который был одним из военных центров во время Кафрских войн.
Во время 8-й приграничной войны, 7 января 1851, форт успешно отбил атаку превосходящих сил коса. Вскоре посёлок был переименован в честь герцога Бофорта, отца губернатора Ч. Сомерсета.
Несмотря на городской статус, лишь более чем 100 лет спустя, в 1949 г., здесь была образована община Голландской реформатской церкви Элис. Позднее община была расформирована в результате политических пертурбаций эпохи апартеида.

## Экономика
Важнейшими местными продуктами являются говядина, шерсть мериносов и цитрусовые.